# Циркулација крви (хемодинамика)
Циркулација крви (лат. circulatio sanguinis) је непрекидно (стално) кретање крви кроз затворен систем шупљина срца и крвне судове, које омогућава нормално функционисање свих виталних функције тела. Циркулација крви настаје услед градијент притиска, који је одређен активношћу (контракцијама) срца, запремином (количином) циркулишуће крви, њене вискозности, отпором протоку у крвни судовима и другим факторима. Величине градијента притиска има пулсирајући карактер, наметнут периодичним контракцијама срца и променом тонуса (напетости) крвних судова. Истраживање ових односа и других темељних физичких принципа циркулације крви у физиологији се назива хемодинамика (чије ће основне принципи бити објашњени на овој страници)

## Хемодинамика (физика крви)
Хемодинамика
Грана физике, која проучава кретање флуида је хемодинамика. Флуид је термин под којим се подразумевају течности и гасови, а њихов заједнички назив указује на заједничка својства, не искључујући њихове разлике. По дефиницији флуид представља материју која се непрестано деформише под утицајем тангенцијалних напона. Разликују се, пре свега, по стишљивости, јер гасови имају већу стишљивост од течности. Слични су по великој покретљивости делића течности и гасова и великој слободи кретања њихових молекула.
Крв је флуид течног агрегатног стања и састоји се од течности, гасова и ћелијских елемената. Такве супстанце немају сталан облик али имају сталну запремину јер су привлачне силе међу њиховим молекулима слабије па се могу слободније кретати. Крв, према томе, лако мења облик односно заузима облик крвних судова у којима се налазе.
Хемодинамика циркулације крви
Научна дисциплина у физиологији која проучава; механизме или односе између притиска, вискозности крви, васкуларног отпора протоку и обим протока крви у кардиоваскуларном систему, носи назив хемодинамика циркулације крви. У ширем смислу, физиологија човека проучава хемијске и физичке основе животних процеса. Сходно томе, еволуција нашег знања из физиологије кардиоваскуларних функција (као средишњих функција за одржање живота), све више је блиско повезан са дешавањима у многим областима науке, укључујући и хемију, физику, технику и биологију. У различитим фазама историје медицине, кардиоваскуларна физиологија је до данас увек била спремна да искористи нова кретања у свим областима научног истраживања и тако се у оквиру ње постепено развијала хемодинамика као посебан мултидисциплинарни приступ кардиоваскуларној (срчаносудовној) физиологији.
При разматрању карактеристика циркулације крви треба имати у виду да се она одвија у непрекинутом затвореном кругу. Крв као и свака друга течност поседује одређене физичке особине, па се зато и кретање одређене количина крви коју избаци срце, и која мора проћи кроз све делове циркулационог система, одвија по неким физичким принципима - принципима хемодинамике.
Сваки од органа и ткива у организму (мозак, срце, плућа, јетра, кожа, мишићи), поседују индивидуалне физиолошке карактеристике циркулације крви. Континуитет кретања крви у људском телу, који се одвија у систему серијски повезаних крвних судова носи карактеристике системске хемодинамике, а систем крвних судова повезаних паралелно са аортом и шупљим венама (у васкуларном кориту), условљен је крвним судовима разних органа и њиховом регионалном хемодинамиком (за коју се користи термин регионални проток крви). Васкуларна мрежа органа, у општем систему кардиоваскуларног система, са својим паралелно повезаним крвним судовима, у великој мери одређују обим укупног периферног васкуларног отпора, а тиме утиче на системске хемодинамске параметре. Док циркулацију крви у мишићима и многим унутрашњим органима утврђују општи принципи и закони хемодинамике (које описујемо у наставку текста), циркулација у неким областима организма захтева посебна (индивидуална) разматрања.
Циркулациони систем није ништа друго до двоструки систем крвних судова који се састоји од; системске циркулације и плућне циркулације, а сваки од њих од по два подсистема или две „растегљиве коморе“ ; једне коју чине артерије и друге коју чине вене оба „растегљиве коморе“ међусобно повезује микроциркулациони систем кога чине артериоле, венуле и капилари. Артериоле венуле и капилари су ништа друго до физички врло уски спојеви (судови-цевчице) између артерија и вена.
Циркулација крви је непрекидан процес кретања крви кроз ткива који се прилагођава потребама организма. Кретање крви омогућава лева и десна срчана комора које раде као пумпе (црпке). Циркулација крви се обавља помоћу енергије условљене разликом у притиску, који влада у појединим деловима крвотока. Крв без икаквих потешкоћа и отпора пролази кроз обе „растегљиве коморе“ (артерије и вене) циркулационог система, али не и кроз артериоле и капиларе (које чине микроциркулацију). Како би крв протицала кроз микроциркулациони систем срце пумпа крв у артерије под високим притиском, да би она у артериолама и капиларима (микроциркулацији) наишла на одређени отпор при кретању. У време систоле у системској циркулацији притисак достиже 16 kPa а у плућној 3 kPa.
Отпор протоку крви у мањој мери зависи од вискозности крви, а највише од промера лумена крвних судова углавном артериола. Проток крви у сваком ткиву је регулисан локалним хемијским и општим нервним утицајима и хуморалним механизмима који шире или сужавају крвне судове. Сва крв пролази кроз плућну циркулацију, док се у системској циркулацији проток одвија кроз низ различитих, паралелно спојених система судова чиме су омогућене велике варијације локалног протока без промене укупног системског протока крви.

### функционална подела крвних судова
1. Крви судови високог притиска - аорта и артерије већег дијаметра
2. Крвни судови стабилизатори притиска - артерије мањег дијаметра
3. Крвни судови усмеривачи капиларног крвотока - артериоле
4. Крвни судови за размену - капилари
5. Крвни судови за акумулацију - вене мањег дијаметра
6. Крвни судови за враћање крви у срце - вене већег дијаметра, шупље вене
7. Крвни судови за шантовање - анастомозе између артериола и венула
8. Ресорптивним крвни судови - лимфни судови, капилари

## Физичке особине крви
Праћење протицања крви кроз крвне судове показује да се сви њени делови не крећу истом брзином. Највећу брзину имају делови крви дуж осе крвног суда, а најмањи делови уз зидове. Крв се кроз крвне судове не креће као целина, већ у слојевима који клизе један по другоме различитим брзинама. При протицању крви као да долази до њеног „раслојавања“ (види слику). Бројни фактори у крви и крвним судовима објашњавају се као последица постојања силе унутрашњег трења у крви, вискозност. Сила вискозности успорава протицање крви и мења њену хемодинамику.
Крв је вискозна течност коју чини око 55% течне крвне плазме и око 45% чврстих крвних ћелија које се налазе у плазми. Еритроцити чине више од 99% ћелија, што значи да леукоцити не играју никакву улогу у одређивању физичких особина крви.
Хематокрит је проценат ћелија у укупном волумену крви. Просечна вредност хематокрита код мушкараца је 0,42 (или 42% волумена крви чине ћелијски елементи а остатак је плазма), а код жена 0,38. Ова вредност код човека зависи од здравственог стања, физичке активности, надморске висине на којој живи итд.
Крв је неколико пута вискознија од воде што отежава проток крви кроз крвне судове. Већи хематокрит условљава и веће трење између појединих слојева крви и главни је фактор вискозности. Ако је вискозност воде (произвољно) 1 онда је вискозност крви 3, што значи да је за потискивање крви кроз неку цев потребан три пута већи притисак. Код појединих болести (нпр. у полицитемији) вискозност крви може бити и до 10 пута већа од вискозности воде. Вискозност плазме је око 1,5 пута већа од воде и зависи од концентрације и врста беланчевина у њој.

## Параметри циркулације
За праћење неких хемодинамских принципе кретања крви потребно је и познавање одређених параметара циркулације од којих су најважнији;
- Систолни (ударни) волумен крви (UV), је количина крви истиснута из срца у његовој контракцији (систоли комора). Систолна запремина одговара разлици запремине крви на крају дијастоле у коморама и запремине крви која је остала на крају систоле комора (резидуални волумен). У миру, систолни волумен износи 60-70 ml крви, и увећава се са физичком активношћу, када се може повећати за 3-5 пута. Систолни волумен леве и десне коморе је истоветан, међутим десна комора за разлику од леве може да увећа систолни волумен за 2-3 пута, а да се при томе значајно не увећа притисак у плућној циркулацији.
- Минутни волумен крви (MV), је истиснута количина крви из срца у 1 минути. Минутни волумен је раван производу између систолног волумена и срчане фреквенције. У мировању он је 5,0—5,5 литара [а]. Минутни волумен је условљен потребама организма. У току физичко вежбање повећава се 2-4 пута, а код утренираних особа и за 6-7 пута. У болесника са нпр. декомпензирајућом срчаном маном или примарном плућном хипертензијом, минутни волумен је свега 2,5—1,5 литара крви, што се манифестује и значајним падом крвног притиска.
- Волумен (количина) циркулишуће крви (CV), је 75-80 ml на 1 kg телесне тежине. Током вежбања, код декомпензованих срчаних мана (CV) се увећава (хиперволемија), због ослобађање крви из крвних депоа, и достиже 140-190 ml/kg. Губитак крви, колапс, шок, дехидратација смањују (CV) (хиповолемија).
- Број срчаних откуцаја у једном минуту (HR), у просеку се креће од 60 до 80 откуцаја у минути. У здравих нормално утренираних људи - (HR) се за 40-60 откуцаја у минути може повећати при просечном напрезању а након снажног психофизичког стреса она може достићи 180-240 удара у 1 min. Код различитих болести кардиоваскуларног система ниво промена срчаних откуцаја може бити бржи или спорији.
- Време циркулације крви, је временски период за који јединица волумена крви пролази оба круга циркулације (велики и мали). Нормално време циркулације крви износи 20-25 sec. Смањена физичка активност и поремећаји циркулације, као што су декомпензоване срчане мане увећавају ово време на 50-60 sec.
- Крвни притисак (ТА), је хидростатски притисак крви у циркулацији, који обезбеђује проток крви у систему крвних судова. Његова вредност зависи од многих фактора и разликује се значајно у различитим деловима тела.

## Однос између притиска, протока и отпора крви
Крв увек тече, из подручја са високим у подручје са ниским притиском изузев у одређеним ситуацијама, када инерција за кратко време подржава проток. Циркулацију крви кроз организам одређују два фактора; разлика притиска и отпор у крвном суду;
Разлика притиска

Дефинише се као сила потиска која гура крв кроз крвни суд и означава разлику притиска крви између улазног и излазног дела крвног (P1 - P2). 
Према законима хемодинамике, количина крви која протиче кроз неки крвни суд директно је пропорционална разлици притиска на почетку (P1) и на крају (P2), крвног суда и обрнуто пропорционална отпору и може се израчунати следећом формулом;
(1) {\displaystyle Q=(P_{1}-P_{2})/\ R}
где је:
- (Q) — проток крви,
- (P1) - (P2)— разлика притиска између два краја крвног суда
- (R) — отпор.

Кад не би постојала разлика притиска између два краја крвног суда не би постојала ни циркулација крви.
Отпор у крвном суду

Битан чинилац, који се супротставља кретању крви кроз крвни суд и кључни показатељ стања у циркулацији је отпор који постоји у крвном суду и који се може изразити Омовим законом:
(2) {\displaystyle I_{(jacina-struje)}={\frac {U_{(elektromotorna-sila)}}{R_{(otpor)}}}}
Ако се ова једначина примени на циркулациони систем, проток у васкуларном систему једнак је ефективном перфузијском притиску подељеном са отпором. У овом случају, једначина се може написати као:
(3) {\displaystyle Q_{(protok-u-minutu)}={\frac {P_{(pritisak)}}{R_{(otpor)}}}}
где је:
- Q — количина крви истиснута из срца у минути,
- P — вредност просечног притиска у аорти
- R — вредност васкуларног (крвног) отпора. Да би се избегао рад са овом комплексном јединицом, отпор у васкуларном систему се понекад изражава R јединицама које се добијају дељењем притиска у mmHg са протоком у ml/sec. Тако нпр. ако је средњи притисак у аорти 90 mmHg и проток из левог вентрикула 90 ml/sec укупан периферни отпор је —  1 јединицама R.

Из ове једначине следи да је:
(4)  {\displaystyle P=Q*R\,}
односно, притисак (P) — на ушћу аорте је директно пропорционалан волумену крви истиснуте из срца у артерије у минути — (Q) и вредности периферног отпора — (R).
Закон отпорности је један од најважнијих фактора и свих односа које треба разумети да би се схватила хемодинамика циркулације крви.
Притисак у аорти — (P) и минутни волумен крви — (V) се могу измерити директно (инструментом - Електромагнетним мерачем протока или Ласер доплер мерачем протока). Познавајући ове вредности, израчунавање периферног отпора - кључни је показатељ стања у циркулационом систему и користи се у дијагностици васкуларних болести.

### Проток крви
Резултати добијени законима физике примењују се стриктно само за кретања одређених течности, тј, на оне течности (идеалне) које се крећу у ригидним цевима и не мењају своју вискозност са повећањем брзине, а не и на оне ламинарно профилисане, као што је крв која се као флуид састоји из течне и ћелијске фазе.
Како крв има своју течну (плазма) и чврсту компоненту (ћелијски елементи), она није константног састава и вискозитета, па уз појаву ламинарног струјање и турбуленције, примена ових закона није тако једноставан али је од велике користи у разумевању онога што се дешава у организму. Зато је овај приступ разумевању хемодинамике циркулације крви од суштинске важности.

#### Ламинарни ток крви
Када крв тече кроз дугачке крвне судове глатких зидова, она то чини ламинарно (слојевито) или кретањем у облику равних, концентричних (кружних), струјних слојева, при чему сваки слој крви остаје на једнакој удаљености од зида крвног суда. Бескрајно танак слој крви у контакту са зидом крвног суда се не креће. Затим се остали крећу све већом брзином да би централни део крви у центру крвне струје имао највећу брзину. Оваква врста кретања, која је нечујна, назива се ламинарни ток и значајно се разликује од турбулентног тока када се крв у крвним судовима креће у свим смеровима, производећи звуке. Ламинарним ток крви одвија се до одређене критичне брзине.

#### Параболични профил брзине ламинарног тока
Када је ток ламинаран, брзина тока у средини крвног суда је много већа него у деловима према спољашњим крајевима. Ово најбоље приказује слика (десно) ламинарног тока крви две различите течности. У крвном суду у коме се налазе две различите течности делови крви уз зид скоро да стоје или су се мало померили, а они у средини прешли су највећу удаљеност. Ова појава се зове параболични профил брзине тока крви.
Узрок параболичном профилу је тај што се молекули који додирују зидове једва померају због адхеренције на зид крвног суда. Наредни слој клизи преко ових, трећи преко другог, четврти преко трећег итд. Због тога се крв у средини крвног суда креће брзо, јер постоји много слојева молекула између средине крвног суда и његовог зида, а сви ови слојеви могу клизити један по другом, док део течности уз зид нема ту могућност.

#### Турбулентни ток крви
Када крв протиче поред разних препрека или прелази преко неравне површине или нагло скреће онда ток крви из ламинарног може прећи у турбулентан. Турбулентни ток је облик кретања крви који се осим кретања у правцу крвног суда карактерише и попречним кретањем крви у различитим смеровима, стварајући при томе вртложне струје (слично вировима на рекама када вода тече око неке препреке)
Када постоје вртложне струје, отпор у току крви је много већи и управно је сразмеран брзини тока крви и полупречнику крвног суда, а обрнуто сразмеран вискозности крви, подељеној са густином крви. Ово се може изразити Рејнолдсовим бројем (Osborne Reynolds 1842—1916) који је бездимензиона величина и кључни параметар струјања вискозног флуида (нашем случају крви). С њиме се бројно дефинише разграничење између ламинарног и турбулентног струјања крви у крвним судовима и може се приказати следећом једначином:
(5) {\displaystyle Re={\frac {v*d}{\eta /{\ \rho }}}}
где је;
- (Re) — Рејнолдсов број (мера тенденције за настајање турбуленције),
- (v) — брзина тока крви ,
- (d) — полупречник лумена крвног суда ,
- (η) — вискозност крви , (вискозност крви нормално износи 0,003 )
- (ρ) — густина крви , (густина крви је нешто мало већа од 1 [kg/m3])

Када Рејнолдсов број порасте изнад 200 до 400 настаје турбулентан ток на месту гранања крвних судова, који ће ће нестати или прећи у ламинарни ток у правим деловима крвног суда. 
Када Рејнолдсов број нарасте на вредност 2000 турбуленција ће највероватније настати и у правим и глатким деловима крвног суда.
У уским крвним судовима Рејнолдсов број практично никада није толико велики да може настати турбуленција. Али зато у асцендентној аорти у моменту максималног систолног избацивања критична брзина је премашена, може се јавити турбуленција али само ако је артерија сужена. Турбуленција најчешће настаје код анемија, јер је вискозност крви нижа, што објашњава честу појаву шумова доста честих код анемија.

#### Збирни приказ различитих фактора протока и отпор
Ток крви кроз одређени крвни суд креће се одређеном брзином у одређеном времену уз одређени притисак обично се изражава у [], али може и у []. Брзина (V) је пропорционална протоку (Q) подељеним са површином попречног пресека суда (А)
(6) Рашчлањивање није успело (SVG (MathML се може укључити преко плугина за прегледач): Invalid response ("Math extension cannot connect to Restbase.") from server "http://localhost:6011/sr.wikipedia.org/v1/":): {\displaystyle  V_{(brzina-protoka)} ={\frac{Q_{(protok)}}{A_{(presek-provodnika)}}}}

На ток крви од посебног значаја је; 
- величина лумена (ширина) крвног суда, која утиче на ламинарни или струјни ток (када је сваки слој крви на једнакој удаљености од зидова крвног суда а централни део крвне струје у средини крвног суда) и пропусну моћ (која је сразмерна промеру на четврти степен)
- турбулентни ток (када крв тече у крвним судовима у свим смеровима и непрестано се меша).
- вискозитет крви (крв у центру крвног суда се креће најбржи, док је крв која је у контакту са зидовима крвног суда спорије креће или стоји (због трења).

Периферни отпор у васкуларном систему се састоји од више појединачних отпора сваког крвног суда. Сваки крвни суд може се упоредити са цевима чија отпорност (P) даје;
(7) {\displaystyle R={\frac {8\eta l}{\pi r^{4}}}} — (Hagen-Poiseuille-ов закон)
где је;
- (l) — дужина цеви,
- (η) — вискозност флуида који тече у њој,
- (π) — однос обима и пречника
- (r) — полупречник цеви.

Васкуларни систем се састоји од више појединачних крвних судова који су повезани паралелно и у серији. За серијски повезане крвне судове укупан отпор једнак је збиру отпорности сваког појединачног суда:
(8) Рашчлањивање није успело (SVG (MathML се може укључити преко плугина за прегледач): Invalid response ("Math extension cannot connect to Restbase.") from server "http://localhost:6011/sr.wikipedia.org/v1/":): {\displaystyle  R_{serijski} = \sum_{n=1}^N R_n }
 или {\displaystyle R=\ R1+R2+...+Rn}
Када су крвни судови међусобно повезане паралелно укупан отпор израчунава се по формули:
(9) {\displaystyle {\frac {1}{R_{paralelni}}}=\sum _{n=1}^{N}{\frac {1}{R_{n}}}} или {\displaystyle R=\ 1/(1/R1+1/R2+...+1/Rn)}
Према овим једначинама очигледно је највећи отпор у капиларима, чији је пречник 5 - 7 микрона. Међутим, због чињенице да је велики број капилара укључен у васкуларну мрежу, у којој је проток крви »паралелан«, њихов укупан отпор је мањи од укупног отпор артериола. Међутим главни отпор протоку крви јавља се у артериолама.
Артериоле су танки крвни судови (пречника 15 - 70 микрона). Њихов зид окружује дебели слоје кружно распоређених глатких мишићних ћелија, које својим грчењем могу значајно смањити њихов лумен, што у кратком времену повећава отпор у артериолама. Промена отпора у артериолама мења ниво крвног притиска у артеријама. У случају повећаног отпора у артериолама у артеријама се смањује проток крви и расте крвни притисак. Пад тонуса артериола повећава одлив крви из артерија и доводи до смањења крвног притиска.
Највећи отпор у свим деловима васкуларног система пружају артериоле, које променом свог лумена делују као основни регулатор нивоа укупног крвног притиска. Артериоле "су „славине“ кардиоваскуларног система" (како их је назвао И. М. Сеченов). Отварањем ових „славина“ повећава се проток крви у области капиларне мреже и поправља локална циркулација, док затварање тих „славина“ погоршава прокрвљеност васкуларних зона.
Прецизно, теоријско, одређивање отпора у крвним судовима применом наведених формула је немогуће, јер се геометрија крвних судова мења под дејством васкуларних мишића. Вискозност крви такође није константна вредност. На пример, ако крв тече кроз крвне судове мањег пречника од 1,5 мм (микроциркулација), вискозност крви је знатно смањена и измењена под утицајем је најмање три фактора;
- ефекат

Настаје у крвним судовима <1,5 мм. У капиларима овај ефекат је толико изражен да вискозност крви износи свега 50% вискозности у широким крвним судовима. Ефекат је узрокован тиме што се еритроцити постављају, приликом проласка кроз уске крвне судове, у ред један за другим. Или другим речима, уместо да се еритроцити крећу без реда, они се постављају и крећу кроз крвни суд у виду једног „чепа“, чиме се елиминише вискозни отпор који иначе постоји у самој крви.
- Мања брзина циркулације

Брзина кретања крви често може бити мања од 1 мм/сек у микроциркулацији, због значајног повећава вискозност крви и до десетоструке вредности. Једним делом узрок ове појаве је адхеренција еритроцита једног уз други и за зидове крвног суда.
- Запињање ћелија

Запињање крвних ћелија настаје често на сужењима у уским крвним судовима или избочинама ендотелних ћелија у зиду капилара, што често изазива престанак кретања крви који може трајати део секунде или дуже, па се стиче утисак о већој вискозности.
Теоријски прорачун отпорности капилара је такође немогућ и због чињенице да је у нормалним условима, отворен за проток крви само део капиларне мреже, док се преостали капилари налазе у резерви и отварају се тек са повећањем метаболизма у ткивима.

## Истраживања хемодинамике циркулације крви у будућности
Историја кардиоваскуларне физиологије сведочи нам о способности људског ума да открије тајне природе и да у пракси користи ово знање за побољшање људског здравља. Велике кораци су направљени у медицинској физиологији у 20. веку са примарним истраживањима на нивоу ткива, органа и свим нивоима кардиоваскуларне регулације.
У последњој четвртини 20. века, нагласак је дат истраживањима у области молекуларних и ћелијских основа кардиоваскуларних функција. На прагу новог миленијума, постоје важни наговештаји који указују на још један велики помак у основном приступу истраживањима кардиоваскуларних функција и едукацији клиничара. Нагласак се све више даје мултидисциплинарном приступу који треба да потпуно овлада истраживањима у кардиоваскуларној физиологији и „ослободи“ данашњу кардиоваскуларну дисциплину засновану на парадигми.

## Спољашњи везе
- Експерименти на циркулационом систему из 19. века)
- Јачина струје и отпор протока крви на: neurosono.de
- В. М. Покровского, Г. Ф. Коротько, Физиологија човека Поглавље: 7. Крв и лимфна циркулација
- Како протиче крв кроз људски циркулаторни систем?, Byology Pog. 42 na (bioactive.mrkirkscience.com)
- Систем за циркулацију телесних течности.
- Henry S. Badeer HEMODYNAMICS FOR MEDICAL STUDENTS, 2001 American Physiological Society
- Harris J. Granger Cardiovascular physiology in the twentieth century: great strides and missed opportunities, American Physiological Society